# 但渡镇
但渡镇，是中华人民共和国重庆市长寿区下辖的一个乡镇级行政单位。

## 行政区划
但渡镇下辖以下地区：
楠木院村、但渡村、升高村、双河村、兴同村、龙寨村、未名村和曾祠村。